# 시갈라
시갈라(Sigala, 1992년 11월 1일 ~ )는 잉글랜드의 DJ, 음반 프로듀서, 리믹서이다. 또한 팔로마 페이스와 함께 《Lullaby》라는 노래를 작곡하여 부른 바 있었다.

## 음반 목록
- Brighter Days (2018)